# Écomuseum
Le Zoo Ecomuseum ou zoo de Montréal est un parc zoologique canadien située au Québec, à Sainte-Anne-de-Bellevue. Il est le seul parc zoologique extérieur sur l'île de Montréal. On peut observer plus de 100 espèces d'animaux au Zoo Ecomuseum.

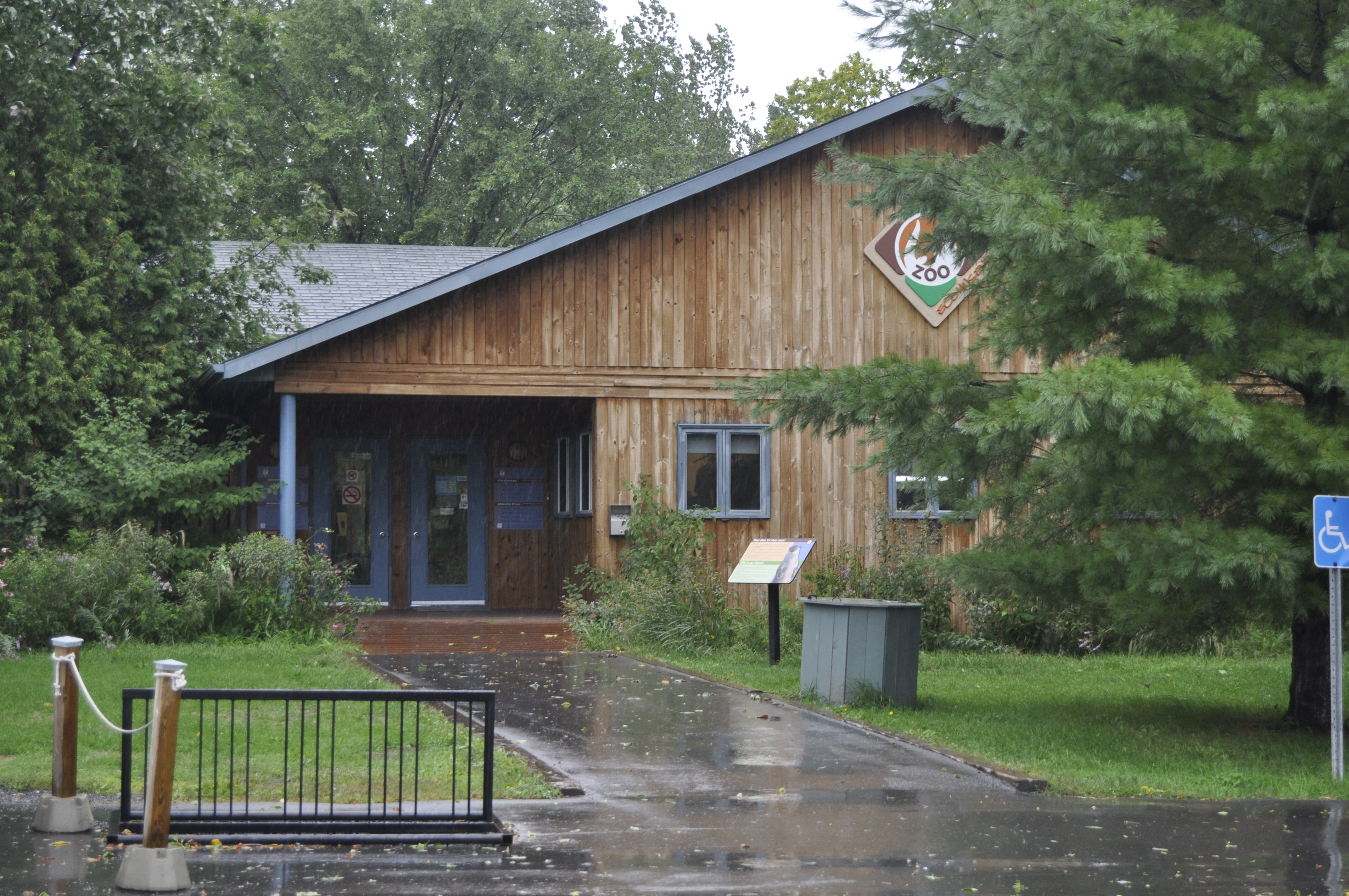
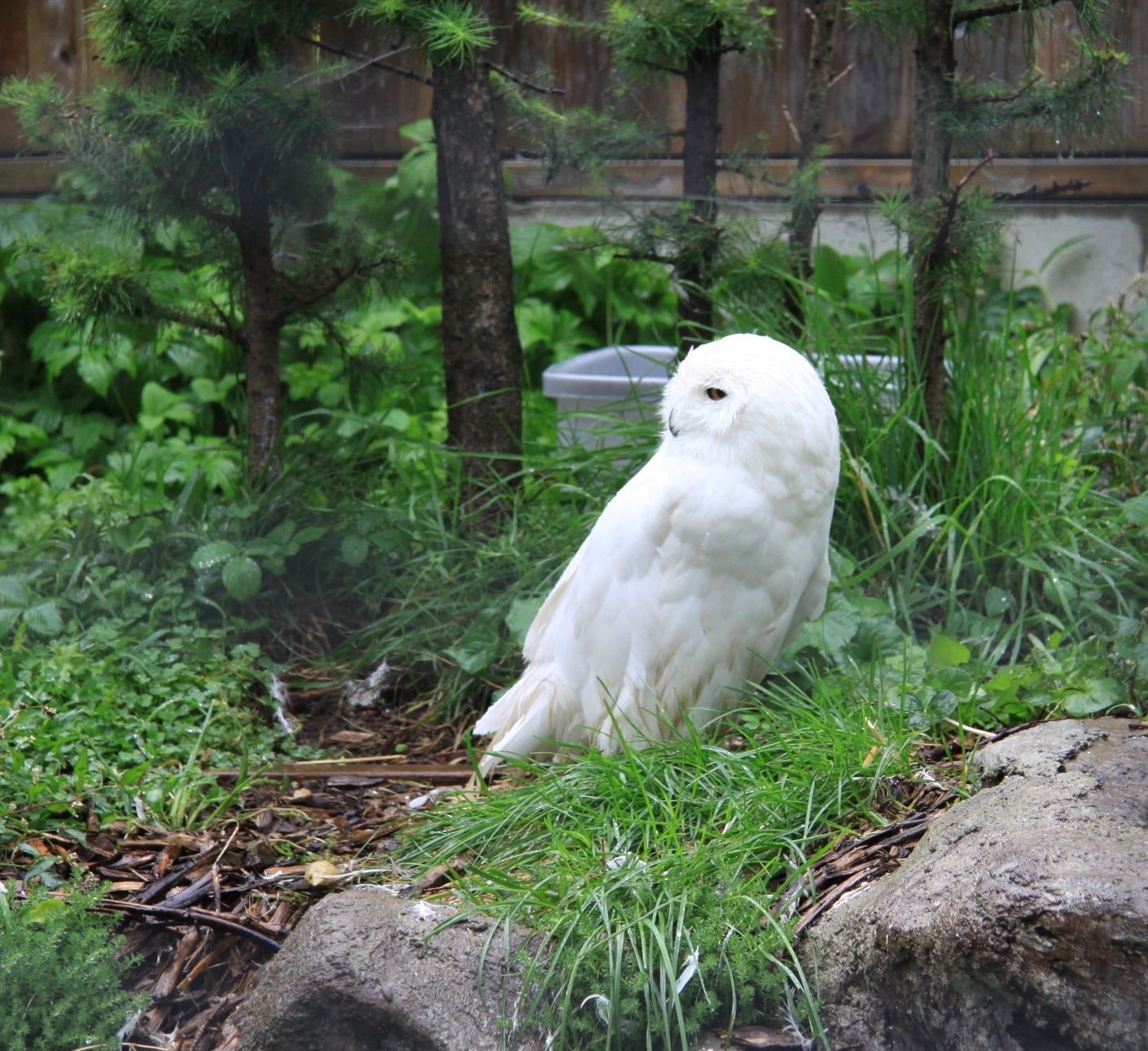
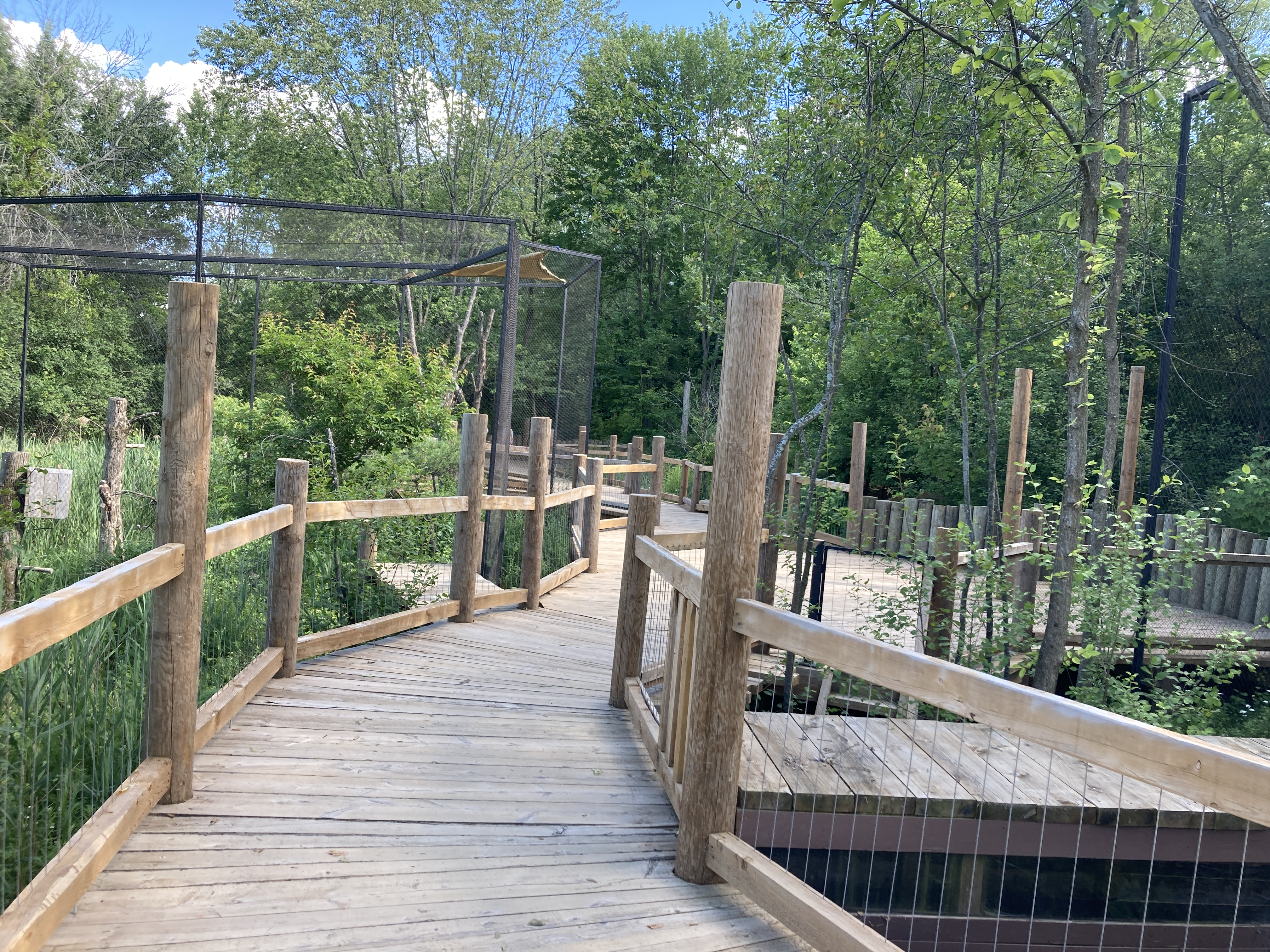

## Vocation
Le Zoo Ecomuseum a été inauguré en 1988 à l'initiative de la Société d'histoire naturelle de la vallée du Saint-Laurent, elle-même fondée en 1981. Le Zoo Ecomuseum est un organisme à but non lucratif dont la mission est centrée sur l’éducation environnementale, la conservation de la faune en milieu naturel et le bien-être animal. Le Zoo Ecomuseum est situé sur la pointe ouest de l’île de Montréal, à Sainte-Anne-de-Bellevue, et est dévoué à la valorisation de la faune québécoise dans un environnement naturel et chaleureux. Les animaux du Zoo Ecomuseum sont tous non-réhabilitables, soit parce qu’ils ont été trouvés blessés, orphelins, ou encore parce qu’ils sont nés sous soins humains. Ils ont ainsi trouvé un foyer permanent sécuritaire et adapté à leurs besoins au sein d’une institution dévouée à leur bien-être.
Le Zoo Ecomuseum est membre accrédité de la CAZA-AZAC (Aquariums et Zoos Accrédités du Canada), un organisme qui promeut le bien-être des animaux et favorise l’éducation, la conservation et la recherche scientifique.
Le Zoo Ecomuseum est ouvert 364 jours par année, fermé seulement le 25 décembre.

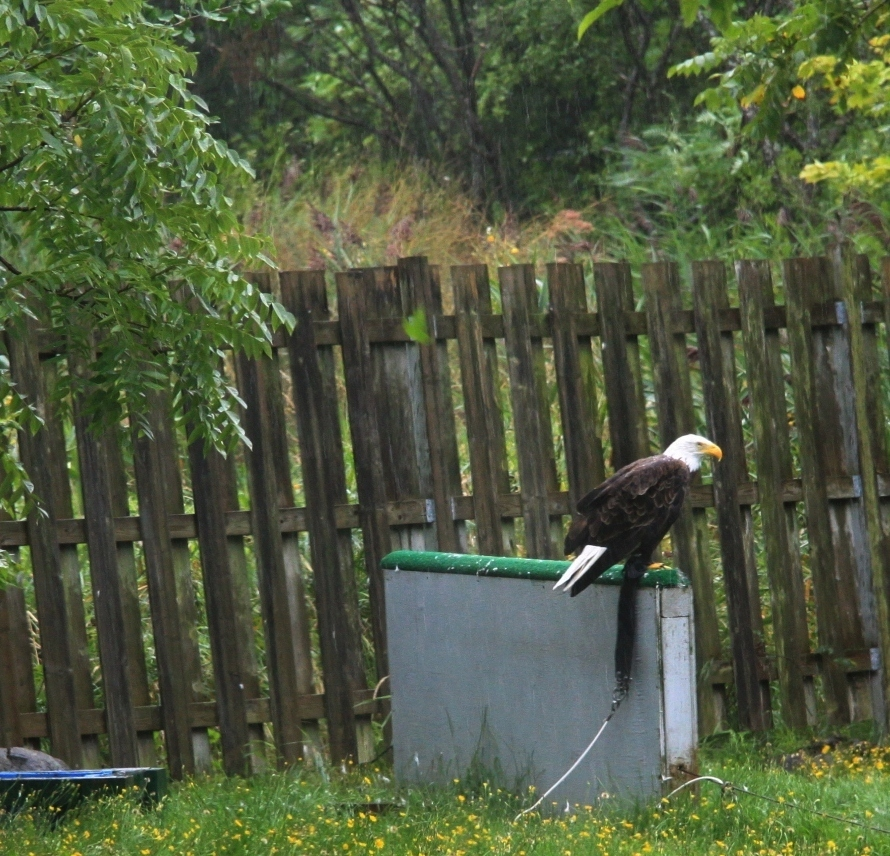
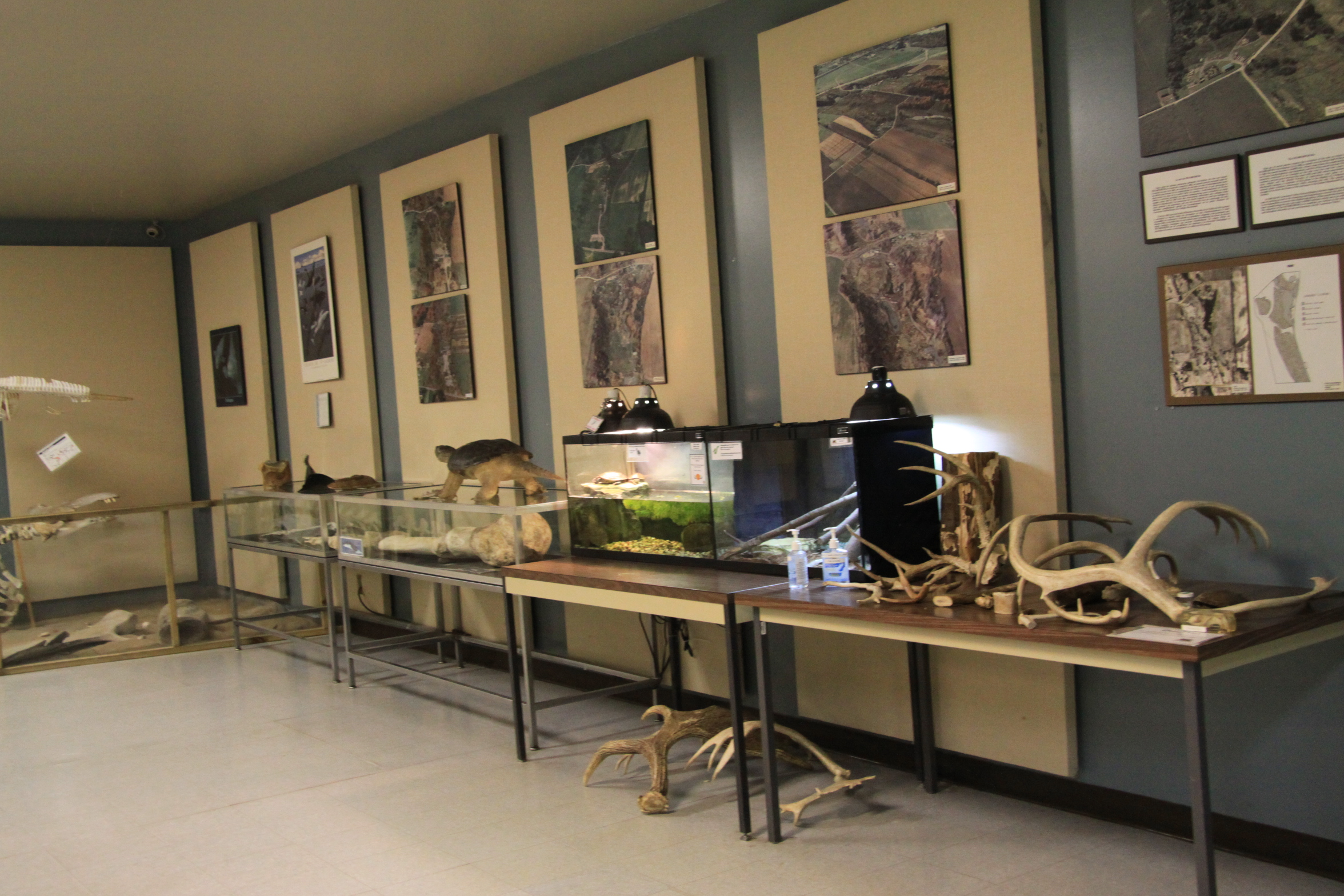
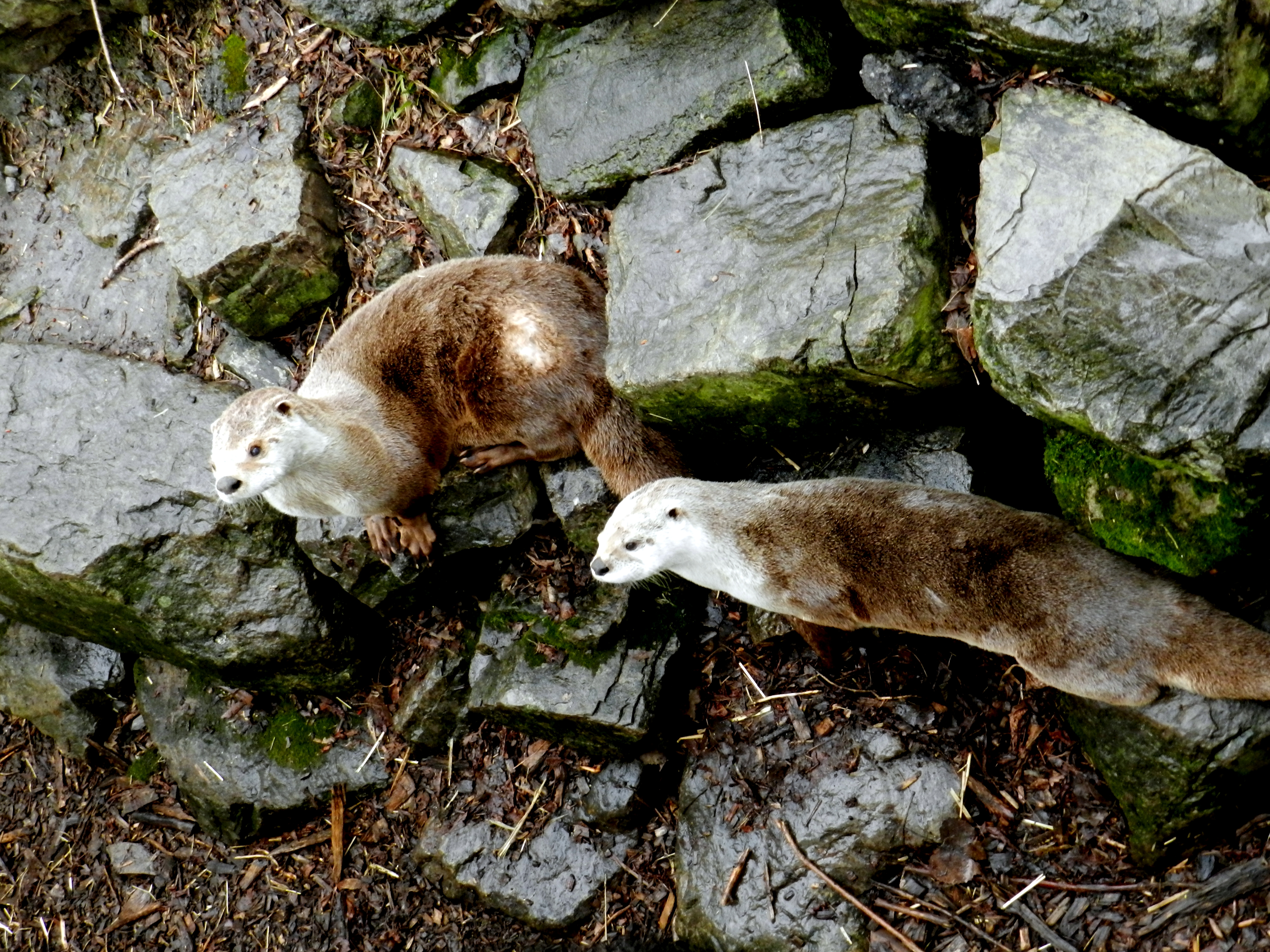
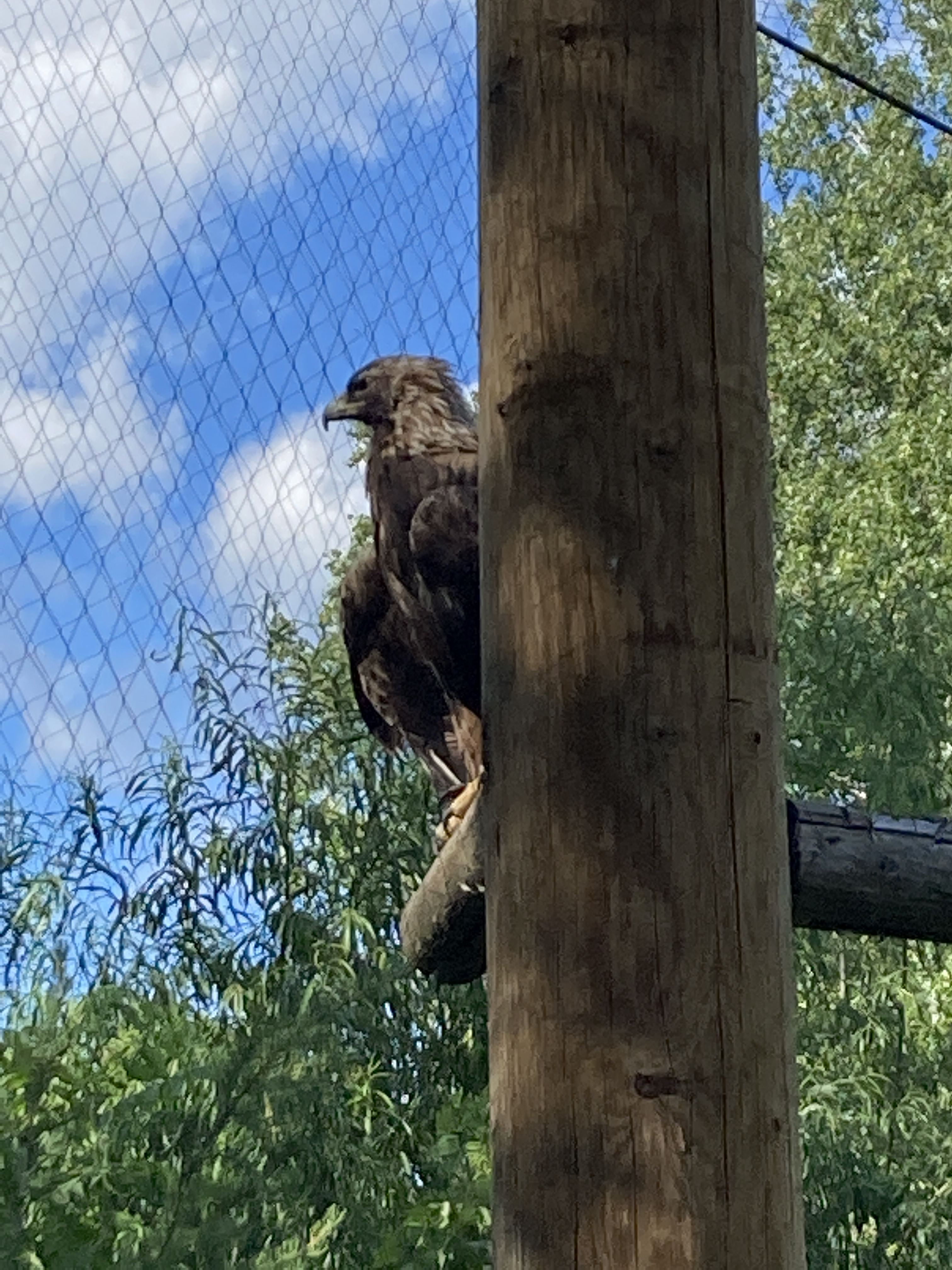